# Georgie Auld

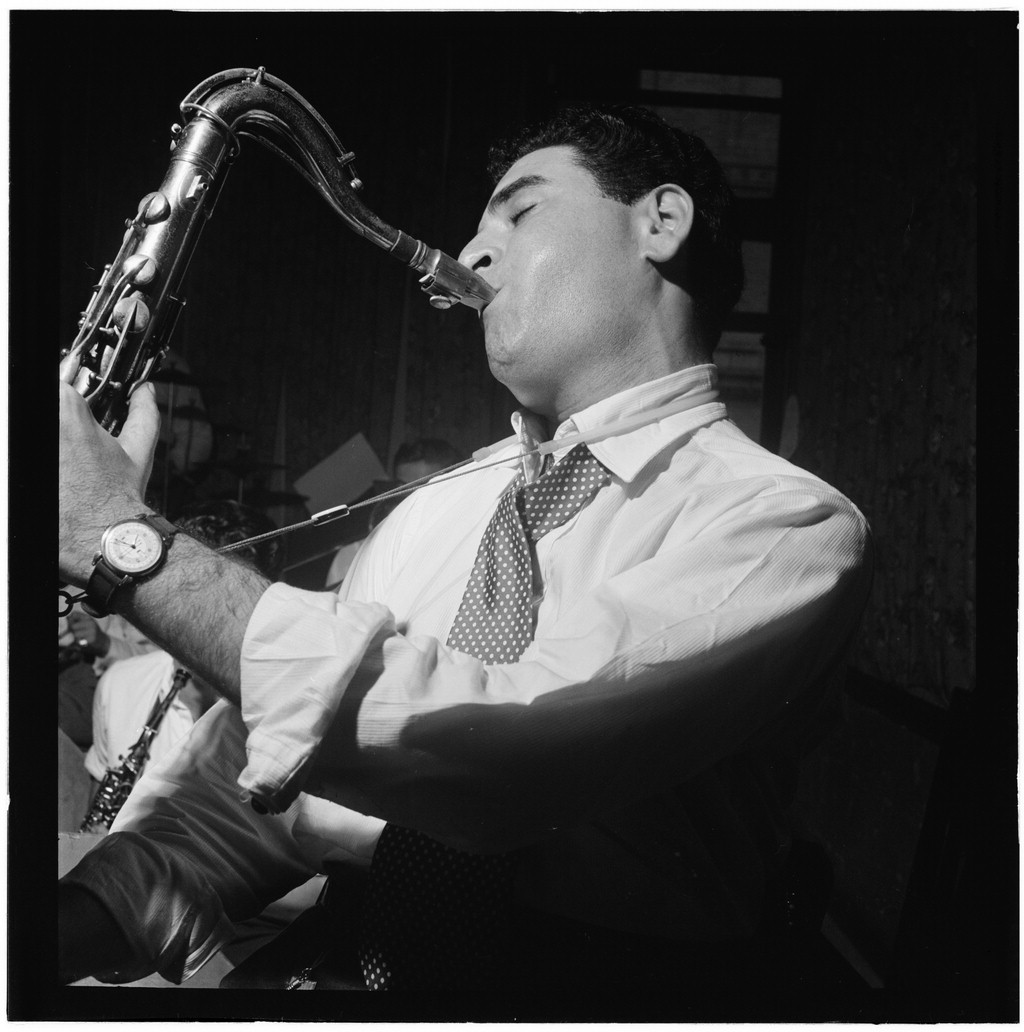
Georgie Auld, ca. August 1947.
Fotografie von William P. Gottlieb.

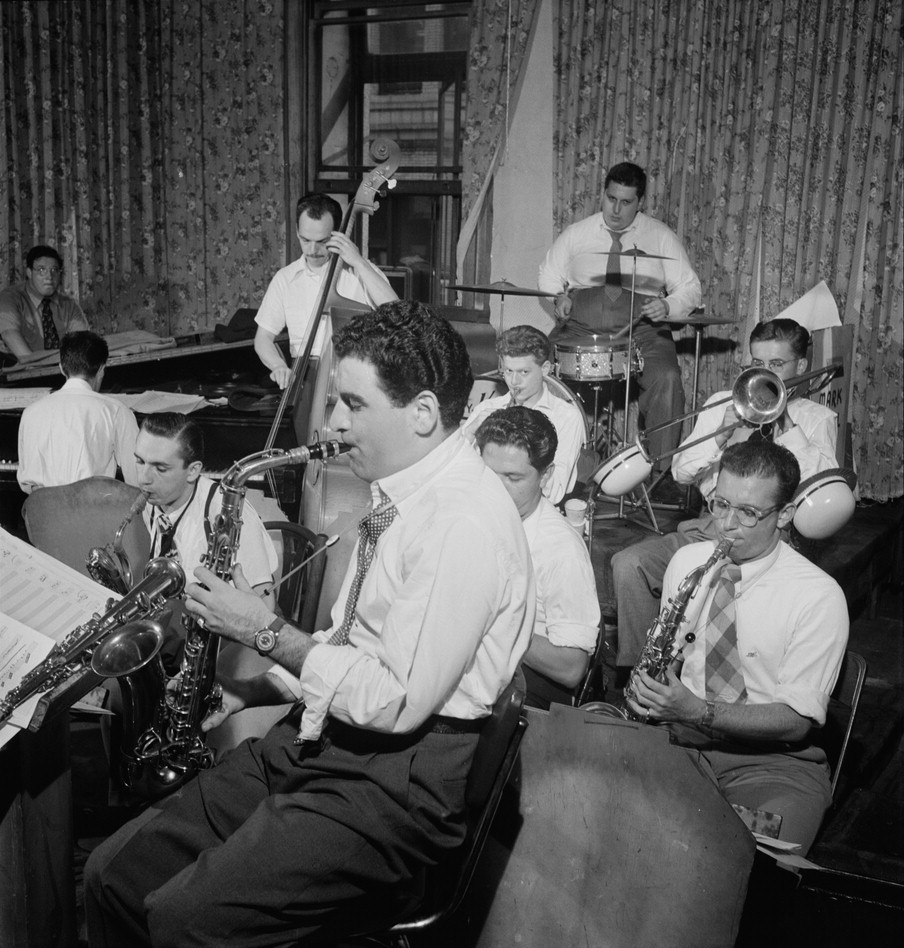
Serge Chaloff, Georgie Auld, Red Rodney, Tiny Kahn u. a., ca. August 1947.
Fotografie von William P. Gottlieb.

Georgie Auld (eigentlich John Altwerger, * 19. Mai 1919 in Toronto, Ontario; † 8. Januar 1990 in Palm Springs (Kalifornien)) war ein amerikanischer Jazz-Tenorsaxophonist, Klarinettist und Bandleader des Swing. 

## Leben
Auld wuchs in Kanada auf, lebte aber seit Ende der 1920er Jahre in den USA und hatte erste Auftritte mit eigenen Formationen im New Yorker Stadtteil Greenwich Village, so im Jazzclub Nick’s. Später arbeitete er in den Orchestern von Bunny Berigan 1937/38, dann 1938/39 bei Artie Shaw, dessen Orchester er 1940 übernahm. 1940/41 spielte er bei Benny Goodman, 1941/42 wieder bei Shaw und bis zu seiner Einberufung zur US-Army mit einer eigenen Big Band, in der u. a. Manny Albam mitspielte. 
1949 hatte er am Broadway sein Debüt als Schauspieler in Garson Kanins Theaterstück The Rat Race. Daneben spielte er mit  Erroll Garner, Dizzy Gillespie, Al Porcino, Billy Eckstine, Tiny Kahn, Frank Rosolino, mit dem er ein Quintett und eine Big Band bildete. Neben seinen Gastauftritten in vielen Swingbands leitete Auld auch eigene Formationen, wie Georgie Auld and His Orchestra und Georgie Auld and His Hollywood All Stars.
Im Jahr 1977 spielte er in dem Film New York, New York einen Bandleader und war auch als  technischer Berater für diesen Film tätig. Zeitweise hatte Auld einen Club in Hollywood und war als Agent der Musikergewerkschaft tätig.
Sein expressiver Stil war zunächst von Coleman Hawkins beeinflusst, wechselte dann aber in eine modernistische Variante des Stils von Jimmy Lunceford.

## Auswahldiskographie
- Jump, Georgie, Jump, 1940–45 (Hep Records, 1996)
- Handicap, 1945–46 (Discovery Records, 1990)
- Coleman Hawkins: Rainbow Mist, 1944 (Delmark Records/Apollo Series, 1992)
- Airmail Special, 1951/59/63 (Fresh Sound Records, 2004)